# Bahrain Radio and Television Corporation
Bahrain Radio and Television Corporation (Corporación de Radio y Televisión de Baréin) (BRTC) es una emisora pública de Baréin con sede en Manama. El BRTC es propiedad del gobierno de Baréin y está bajo el control de la Autoridad de Asuntos de Información.

## Historia
BRTC se creó en 1971 y se convirtió en organismo independiente en enero de 1993. La corporación regula la radiodifusión visual y de audio en el Reino de Baréin. Emite programas tanto en árabe como en inglés.

## Radio Bahrain
Radio Bahrain se creó en 1955, pasó a manos de BRTC en 1971 y se convirtió en un organismo independiente en 1993. Su servicio de radio en inglés ha estado al aire desde 1977, transmitiendo cuatro horas al día desde un estudio en Madinat 'Isa. En 1982, la estación se trasladó a un edificio en Adliya. El tiempo de transmisión se amplió a 18 horas diarias. Una segunda emisora, Radio 2, empezó a transmitir 6 horas diarias. En 1989 se instaló un nuevo estudio en el edificio del Ministerio de Información y al año siguiente la estación funcionó las 24 horas. En 2007, Radio Bahrain cambió su frecuencia de 101.0FM a 99.5FM.

## Bahrain TV
Bahrain TV fue fundada en 1973 por una empresa estadounidense (RTV International) con equipamiento limitado. El gobierno compró la estación en 1975 y mejoró sus instalaciones. En diciembre de 1981 se inauguró un segundo canal (Canal 55). BTV ha producido muchos programas creados y producidos en Baréin, siendo los más destacados programas juveniles como Chat with Batelco y Hala Bahrain.